# ジャッキー・テラソン
ジャッキー・テラソン（Jacky Terrasson、1965年11月27日 - ）は、ドイツ・ベルリン出身のジャズ・ピアニスト、作曲家。

## 人物
フランス人の母、アメリカ人の父を持つ。バド・パウエル、ビル・エヴァンス、セロニアス・モンクから強く影響を受ける。5歳からピアノを弾き始めたとき、両親はよくクラシック音楽を聴いていた。11歳のときにビリー・ホリデイやマイルス・デイヴィスを聴き始め、ジャズを学びはじめる。ボストンのバークリー音楽大学に入学。ダニーロ・ペレスなどと同期。
1993年、セロニアス・モンク・コンペティションのピアノ部門で優勝。音と音との間の取り方に定評がある。
1995年、ブルーノート・レーベルから自身のリードアルバムが世に出て以来、1990年代の代表ジャズ・ピアニストの一人として活躍。

## ディスコグラフィ

### リーダー・アルバム
- Moon & Sand (1991年、Jazz Aux Ramparts) ※with トム・ハレル
- 『ラバー・マン』 - Lover Man (1993年、Venus) ※ジャッキー・テラソン・ジャズ・トリオ名義
- 『アイ・ラヴ・パリ』 - Jacky Terrasson (1994年、Blue Note)
- 『リーチ』 - Reach (1996年、Blue Note)
- 『テネシー・ワルツ』 - Rendezvous (1997年、Blue Note) ※with カサンドラ・ウィルソン
- 『ライヴ!』 - Alive (1998年、Blue Note)
- 『ホワット・イット・イズ』 - What It Is (1999年、Blue Note)
- 『パリにて』 - A Paris... (2001年、Blue Note)
- Kindred (2001年、Blue Note) ※with ステフォン・ハリス
- 『スマイル』 - Smile (2002年、Blue Note)
- Into the Blue (2003年、Blue Note) ※with エマニュエル・パユ
- Mirror (2007年、Blue Note)
- Push (2010年、Concord Jazz)
- 『ガッシュ』 - Gouache (2012年、Universal Music Classics & Jazz France)
- Take This (2015年、Impulse!)
- Mother (2016年、Impulse!) ※with ステファン・ベルモンド
- 53 (2019年、Blue Note)